# Ушаков, Александр Александрович (государственный деятель)
Александр Александрович Ушаков (род. 1960) — Глава муниципального образования «город Ижевск» (2010 - 2015).

## Биография
С 1968 по 1977 год учился в школе № 7.

В 1977—1983 годах — в Уральском политехническом Институте, на физико-техническом факультете по специальности «Технология редких и рассеянных элементов».
В 1983 году, по окончании института, вернулся в родной город и устроился мастером на Чепецкий механический завод.
С 1984 года занялся комсомольской работой на освобожденной основе.
В 1989 году возглавил строительное подразделение цеха № 18 Чепецкого механического завода.
В 1992 году Александр Александрович стал генеральным директором Глазовского пищекомбината.
С 1997 года работает на руководящих постах в органах власти. В Государственном Совете Удмуртской Республики возглавлял Управление информационно-аналитического обеспечения, был заместителем Руководителя Аппарата, Руководителем Секретариата Председателя Госсовета Удмуртской Республики.
С 1999 года — генеральный директор ведущей телерадиокомпании республики — ГТРК «Удмуртия».
В 2001 году переходит на работу в Администрацию Президента Удмуртской Республики.
В 2001-м занял пост Первого заместителя главы Администрации — вице-мэра Ижевска.
С 2005 по 2010 год руководил Администрацией города Ижевска.
В 2010 году избран депутатом городской думы 5 созыва и Главой муниципального образования «город Ижевск».
В 2015 году не прошёл в городскую думу нового созыва, председатель которого становится главой города. Известно, что в его пользу никто из прошедших депутатов не решился отказаться от своего мандата. В октябре был избран новый председатель.
27 марта 2017 года назначен на должность проректора по социальному развитию и воспитательной работе ФГБОУ ВО ИжГТУ им. М.Т. Калашникова.
Является членом Единой России.

## Семья
Женат, воспитывает сына.

## Награды
В мае 2010 года за достигнутые трудовые успехи и многолетнюю добросовестную работу Указом Президента Российской Федерации награждён медалью ордена «За заслуги перед Отечеством» II степени.